# ヴィルヘルム・フォン・バーデン (1829-1897)

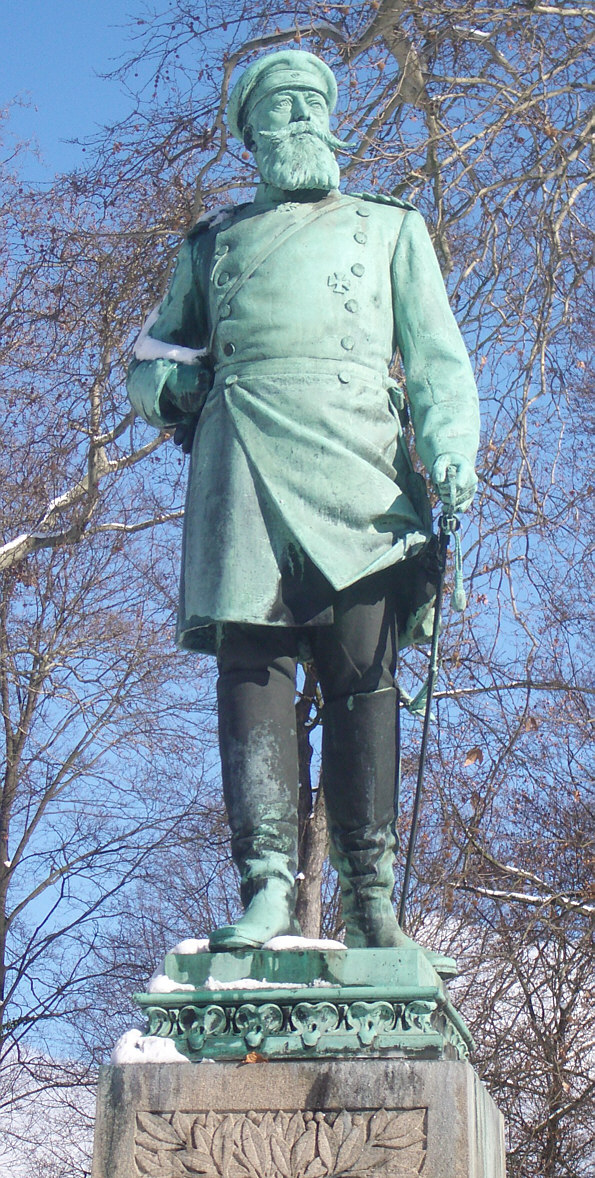
カールスルーエに建つヴィルヘルムの銅像

ルートヴィヒ・ヴィルヘルム・アウグスト・フォン・バーデン（ドイツ語: Ludwig Wilhelm August von Baden, 1829年12月18日 - 1897年4月27日）は、 ドイツのバーデン大公国の大公子で、プロイセンの将軍、政治家。最後のドイツ帝国宰相・プロイセン首相マックス・フォン・バーデンの父親。

## 生涯
バーデン大公レオポルトとその妻でスウェーデンの廃王グスタフ4世アドルフの娘であるソフィア・ヴィルヘルミナの間の第5子、四男として、カールスルーエに生まれた。
ヴィルヘルムはドイツ連邦軍バーデン分遣隊に入隊し、1847年に少尉、1849年に中尉に昇進した。1849年から1850年にかけては、プロイセン軍に移って第1近衛歩兵連隊（1. Garde-Regiment zu Fuß）に中尉として所属した。1856年には砲兵連隊の少佐となり、後には少将として最後の近衛砲兵旅団長を務めた。ヴィルヘルムは1863年、結婚を目前に控えて陸軍中将でプロイセン軍を退役した。
1866年に普墺戦争が起きると、ヴィルヘルムはオーストリア帝国の主導するドイツ連邦軍の第8連邦軍団バーデン師団の司令官となった。1866年7月30日にヴィルヘルムがマルクトハイデンフェルトのプロイセン司令部に、停戦を求めて手紙とともに軍旗を送ると、バーデン師団は崩壊し始めた。ヴィルヘルムは手紙の中で、自分の父親の大公レオポルトはプロイセン王ヴィルヘルム1世と直接和平交渉に入るので、ヴィルヘルム1世はバーデン師団所属の兵士が安全に家に帰るのを保証してほしい、と願い出ていた。戦後、ヴィルヘルムはプロイセンの軍隊システムに則ったバーデン軍の軍制改革を行った。ヴィルヘルムは南ドイツ諸国の王族の中では、南北ドイツの融和を推進する数少ない1人であった。1868年、ヴィルヘルムはバーデン軍の司令官を辞任した。
1870年に始まった普仏戦争では、ヴィルヘルムは第1バーデン旅団を指揮し、1870年10月30日よりディジョンをめぐる激しい攻防戦を指揮した。またニュイ＝サン＝ジョルジュでは頬に銃創を負っている。
1895年、ドイツ皇帝ヴィルヘルム2世は、ニュイ＝サン＝ジョルジュの戦い25周年を記念して、ヴィルヘルムを親衛隊の名誉的な司令官とした。また同時に、プロイセン王国最高の軍事勲章であるプール・ル・メリット勲章をも授けられた。ヴィルヘルムは若い頃からバーデン大公国の貴族院議員を務めていた。1871年から1873年にかけ、彼は自由保守党所属のドイツ帝国議会議員を務めた。
ヴィルヘルムは1897年に67歳で亡くなり、カールスルーエの大公家地下礼拝堂に葬られた。

## 子女
1863年2月11日にサンクトペテルブルクにおいて、ロイヒテンベルク公マクシミリアン・ド・ボアルネとロシア大公女マリヤ・ニコラエヴナの娘マリア・マクシミリアノヴナ・ロマノフスカヤと結婚した。妻マリヤとの間には1男1女をもうけた。
- マリー（1865年 - 1939年） - 1899年、アンハルト公フリードリヒ2世と結婚
- マクシミリアン（マックス）（1867年 - 1929年） - ドイツ帝国宰相、バーデン大公家家長